# The Endgame - La regina delle rapine
The Endgame - La regina delle rapine (The Endgame) è una serie televisiva statunitense creata da Nicholas Wootton e Jake Coburn.
La serie è stata trasmessa in prima visione assoluta negli Stati Uniti d'America su NBC dal 21 febbraio 2022. In lingua italiana, la serie è trasmessa in prima visione in Italia dal canale satellitare Sky Serie.

## Episodi
| Stagione       | Episodi | Prima TV USA | Prima TV Italia |
| -------------- | ------- | ------------ | --------------- |
| Prima stagione | 10      | 2022         | 2022            |

## Personaggi e interpreti

### Personaggi principali
- Elena Federova, interpretata da Morena Baccarin, doppiata da Francesca Manicone.
- Agente speciale Val Tuner, interpretata da Ryan Michelle Bathe, doppiata da Valentina Mari.
- Sergey Vodianov, interpretato da Costa Ronin, doppiato da Francesco Sechi.
- Agente speciale Anthony Flowers, interpretato da Jordan Johnson-Hinds, doppiato da Raffaele Carpentieri.
- Rogelio Real, interpretato da Mark Damon Espinoza, doppiato da Stefano Thermes.
- Jonathan Doak, interpretato da Noah Bean, doppiato da Francesco Venditti.
- Owen Turner, interpretato da Kamal Bolden, doppiato da Marco Vivio.

### Personaggi ricorrenti
- Louie, interpretato da Karl Josef Co, doppiato da Emiliano Balbari.
- Rona, interpretata da Massiel Mordan, doppiata da Isabella Benassi.

## Produzione
La NBC ha comunicato, poco dopo aver terminato la trasmissione in prima visione della prima stagione, di aver cancellato la produzione della serie.

## Distribuzione

### Edizione italiana
La direzione del doppiaggio è di Stefano Benassi e i dialoghi italiani sono curati da Fiamma Izzo e Isabella Benassi per conto della Pumais Due che si è occupata anche della sonorizzazione.

## Riconoscimenti
- Imagen Foundation Awards
  - 2022 – Candidata a miglior attrice in una serie drammatica a Morena Baccarin[6]